# Wijdefjorden
79°30′N 15°30′Ø / 79.500°N 15.500°Ø
Wijdefjorden (udtales veidefjorden) er en 108 km lang fjord på nordsiden af Spitsbergen på Svalbard. Fjorden skærer mod syd ind i landet mellem Andrée Land i vest og Margaretas Land (Ny-Friesland) i øst. 
Wijdefjorden er den længste fjord på Svalbard, længere end Isfjorden som skærer ind i Spitsbergen fra vest. Fjordsiderne er bratte, specielt mod vest hvor bjergene rejser sig næsten lodret 1.000 – 1.165 meter over havet. Mod øst er bjergene lidt lavere, op til 900 meter yderst og 1.636 moh. inderst i fjorden. Aller højest er Perriertoppen lidt længere mod øst med 1.712 m.o.h. Isbræen Åsgardfonna dækker hele bjergkæden mod øst.
Inderst i fjordbunden falder Mittag-Lefflerbræen helt ned til fjorden fra det lave parti helt mod syd, i Dickson Land.

## Indre Wijdefjorden
Indre Wijdefjorden er den sydligste (inderste) del af fjorden. I dette område ligger Indre Wijdefjorden Nationalpark, som udgør et område på 112.718 hektar. Dette inkluderer landområder på begge sider af fjorden, samt fjorden selv. Dette er måske det sjældneste plantemiljø der findes på øgruppen, med Europas eneste højarktiske steppe-vegetation, med bl.a stepperørkvein, sabinegræs, svalbardgræs og myrte.